# Milan Mačvan
Milan Mačvan (en serbio Милан Мачван) (nacido el 16 de noviembre de 1989, en Vukovar, Croacia) es un exjugador de baloncesto serbio. Con 2,05 de estatura, jugaba en la posición de ala-pívot. En junio de 2020 anunció su retirada de las pistas a causa de las lesiones.

## Clubes
- FMP Železnik (2006-2007)
- KK Hemofarm (2007-2010)
- Maccabi Tel Aviv (2010-2011)
- KK Partizan (2011-2012)
- Galatasaray (2012-2014)
- KK Partizan (2014-2015)
- Olimpia Milano (2015-2017)
- Bayern de Múnich (2017-2019)
- Alvark Tokyo (2019-2020)

## Palmarés
Equipo
- Liga de Israel: 1

Maccabi Tel Aviv: 2010-2011
- Liga de Serbia: 1

KK Partizan: 2011-2012
- Liga de Turquía: 1

Galatasaray: 2012-2013
- Copa de Israel: 1

Maccabi Tel Aviv: 2011
- Copa de Serbia: 1

KK Partizan: 2012
- Lega Basket Serie A : 1

Olimpia Milano: 2015-16
- Copa de Italia: 2

Olimpia Milano: 2016, 2017
- Supercopa de Italia: 1

Olimpia Milano: 2016
- Copa de Alemania: 1

Bayern Múnich: 2018
- Basketball Bundesliga: 1

Bayern Múnich: 2018.
Individual
- Quinteto Ideal de la ABA Liga (2015)
- MVP del Mundial Sub-19 (2007)